# Mike Sanders (catch)
Pour les articles homonymes, voir Sanders et Mike Sanders.
Michael Edwin Neil Sanders plus connu sous le nom de Mike Sanders (né le 20 juillet 1969 à Smyrna, Géorgie) est un catcheur américain. Il est principalement connu pour son travail au sein de la World Championship Wrestling où il a été entraîné et y a remporté le championnat des poids mi-lourds et a été le commissionnaire (équivalent de manager général) de Monday Nitro.

## Jeunesse
Sanders doit ses prénoms aux astronautes de la mission Appolo 11 : Michael Collins, Edwin Aldrin et Neil Armstrong. Il a grandi à Atlanta où son père dirige une entreprise de location. Il est devenu fan de catch et particulièrement de Mr. Wrestling II (un ami d'un de ses oncles), Tony Atlas et Ric Flair et suit avec assiduité la Georgia Championship Wrestling (en).
Il a servi pendant quatre ans au sein de l'US Army et a fait du stand-up.

## Carriière de catcheur

### World Championship Wrestling (1998-2001)
C'est en fréquentant la salle de sport de Lex Luger en 1997 qu'il rencontre certains catcheurs de la World Championship Wrestling (WCW) dont Diamond Dallas Page qui l'aide à entrer au WCW Power Plant, le centre d'entraînement de la fédération ; où Sanders y reste pendant un an avant d'apparaître pour la première fois à WCW Saturday Night, l'émission secondaire de la WCW, où il perd face à Chavo Guerrero, Jr,. Il est alors utilisé comme un jobber, perdant la plupart de ses matchs afin de mettre en valeur ses différents adversaires.
C'est à partir de l'été 2000 que l'équipe créative de la WCW décide de le mettre sur le devant de la scène avec d'autres catcheurs formés ces derniers mois au Power Plant (Mark Jindrak, Chuck Palumbo, Sean O'Haire, Reno, Shawn Stasiak et Johnny The Bull) pour former les Natural Born Thrillers (en) (NBT) dont Sanders est le leader. Le clan entame une rivalité avec les Filthy Animals car les NBT les remplacent dans leur rôle de gardes du corps d'Eric Bischoff et Vince Russo, le président de la WCW et le responsable de l'équipe créative.

## Palmarès
- Heartland Wrestling Association
  - 1 fois Champion par équipe de la HWA avec Lance Cade

- World Championship Wrestling
  - 1 fois champion des poids mi-lourds de la WCW

### Récompenses des magazines
| Année | 2002 | 2003 |
| Rang  | 214  | 179  |